# Nombre de Knudsen
Le nombre de Knudsen, généralement noté {\displaystyle ({K\!n})}, est un nombre adimensionnel permettant de déterminer le régime d'écoulement (en termes de continuité du milieu et non en termes de turbulence) d'un fluide. Ce nombre porte le nom de Martin Knudsen, physicien et océanographe danois.
Il s'exprime par{\displaystyle {K\!n}={\frac {\ell ^{*}}{L^{*}}}}où {\displaystyle \ell ^{*}} est le libre parcours moyen et {\displaystyle L^{*}} une longueur caractéristique du problème vue sous l'angle de la mécanique des fluides. Cette dernière longueur peut être définie par {\displaystyle L^{*}={\frac {X}{\left\Vert \nabla X\right\Vert }},}où {\displaystyle X} étant n'importe quelle grandeur : température, pression, etc. On peut souvent en donner une estimation a priori : c'est une grandeur caractéristique du domaine d'étude comme la taille du domaine ouvert à l'écoulement dans un problème de milieu poreux ou de microfluidique ou le rayon de courbure de paroi en aérodynamique.

## Domaine définissant un écoulement continu
Les équations de Navier-Stokes décrivent un milieu fluide proche de l'équilibre thermodynamique local. Or l'analyse adimensionnelle de l'équation de Boltzmann fait apparaître l'inverse du nombre de Knudsen comme pondération du terme décrivant les collisions et tendant à ramener le système vers l'équilibre thermodynamique. La validité de l'approche continue sera donc d'autant mieux vérifiée que le nombre de Knudsen est faible. On considère que le milieu est :
- totalement continu si {\displaystyle {K\!n}<10^{-2}};
- partiellement raréfié si {\displaystyle 10^{-2}<{K\!n}<10^{-1}}. Dans ce cas, l'écoulement peut être considéré continu sauf dans des régions spécifiques : un choc, la région qui jouxte une paroi, de quelques libres parcours d'épaisseur moyenne, baptisée couche de Knudsen. Celle-ci peut être traitée comme une condition aux limites particulière du problème continu décrit par les équations de Navier-Stokes.

## Application au cas d'un écoulement particulaire
L'étude d'écoulements multiphasiques, plus particulièrement entre un fluide et des particules en suspension, nécessite également de caractériser le nombre de Knudsen relatif à la phase particulaire afin de qualifier la continuité d’un milieu vis-à-vis de la taille des particules. Dans ce contexte, l'expression du nombre de Knudsen est alors définie par:{\displaystyle K\!n={2\lambda  \over d_{p}}}Avec, à nouveau, {\displaystyle \lambda } le libre parcours moyen qui est la distance moyenne parcourue par une particule dans une direction donnée, avant que sa vitesse suivant cette direction ne devienne nulle. Ceci est dû au fait que les particules en suspension dans un fluide subissent constamment des chocs avec les molécules constituant la phase porteuse. De ce fait, leurs trajectoires s’apparentent davantage à des courbes lisses qu’à des successions de segments de droite (cas des molécules). Cette valeur vaut environ 0,066 μm pour l’air dans les conditions standards de pression et de température. {\displaystyle d_{p}} représente le diamètre moyen des particules étudiées.
Sur la base de cet indicateur, il est possible de distinguer 3 descriptions différentes de l'écoulement particulaire selon la valeur obtenue:
- 𝑲𝒏 ≪ 𝟏 : Dans cette description il est possible de considérer l'écoulement particulaire comme continu. En effet la distance parcourue par une particule entre deux collisions avec les molécules de la phase porteuse est très faible devant la taille de la particule. De ce fait, l’écoulement multiphasique sera régit par les équations gouvernant le mouvement du fluide. On pourra alors exprimer l'évolution du mouvement de la phase particulaire en fonction de grandeurs macroscopiques caractéristiques du fluide : masse volumique, viscosité et la vitesse relative entre les deux phases de l'écoulement.
- 𝑲𝒏 ≫ 𝟏 : Dans ce régime, la trajectoire des particules est fortement influencée par des collisions avec les molécules du fluide provoquant un mouvement aléatoire : le mouvement brownien, théorisé notamment par Albert Einstein au début du XXe siècle. Les équations de la cinétique des gaz régissent, dans ce cas-là, l’évolution du mouvement des particules qui sera alors une fonction de l’agitation thermique, de la masse et de la concentration du fluide porteur.
- 𝑲𝒏 ≈ 𝟏 : Il s’agit d’une description intermédiaire pour laquelle le diamètre des particules est du même ordre que celui du libre parcours moyen du fluide, de ce fait le milieu ne peut plus être considéré comme continu. Il est alors nécessaire de corriger l’expression des forces hydrodynamiques (en particulier la traînée des particules) pour tenir compte de l'interaction entre les particules et les molécules de la phase porteuse. On utilise alors le facteur de correction de Cunningham[4] :

{\displaystyle C_{c}=1+2\ K\!n\ (A_{1}+A_{2}exp\left({\frac {-A_{3}}{K\!n}}\right))}Avec {\displaystyle A_{1}}, {\displaystyle A_{2}} et {\displaystyle A_{3}} trois constantes dont la valeur dépend des auteurs dans la littérature scientifique. On peut noter toutefois les valeurs obtenues de manière empirique : {\displaystyle A_{1}=1.257}, {\displaystyle A_{2}=0.4} et {\displaystyle A_{3}=1.1}.

## Relation avec d'autres nombres adimensionnels
Si on définit les quantités de référence suivantes :
- la température {\displaystyle T^{*}} ;
- la longueur de référence macroscopique {\displaystyle L^{*}} liée au problème ;
- la masse volumique de référence {\displaystyle \rho ^{*}} ;
- le libre parcours moyen {\displaystyle \ell ^{*}={\frac {1}{{\sqrt {2}}\sigma n}},} où {\displaystyle \sigma } est la section efficace différentielle et {\displaystyle n} la densité de particules ;
- la vitesse moyenne microscopique {\displaystyle c^{*}={\sqrt {\frac {8kT^{*}}{m\pi }}},} où {\displaystyle m} est la masse d'une particule et {\displaystyle k} la constante de Boltzmann ;
- une vitesse de référence {\displaystyle V^{*}} ;

alors on peut définir 
- la vitesse du son {\displaystyle a^{\ast }}pour un gaz parfait {\displaystyle a^{*}={\sqrt {\gamma RT^{*}}}.}
- la viscosité de référence {\displaystyle \mu ^{*}={\frac {\rho ^{*}c^{*}\ell ^{*}}{2}}.}
- le nombre de Mach {\displaystyle {M\!a}={\frac {V^{*}}{a^{*}}}.}
- le nombre de Reynolds {\displaystyle {Re}={\frac {\rho ^{*}V^{*}L^{*}}{\mu ^{*}}}.}
- le nombre de Knudsen {\displaystyle {K\!n}={\frac {\ell ^{*}}{L^{*}}}.}

On en déduit la relation de von Kármán s'écrivant {\displaystyle {K\!n}={\frac {M\!a}{Re}}{\sqrt {\frac {\gamma \pi }{2}}}.}